# Andrey Perlov
Pour les articles homonymes, voir Perlov.
Andrey Borissovitch Perlov (en russe : Андрей Борисович Перлов) né le 12 décembre 1961 à Novossibirsk est un athlète pratiquant la marche qui a représenté l'Union soviétique jusqu'en 1991 et la Russie à partir de 1992. Il remporte la médaille d'or des Jeux de l'Amitié de 1984 à Moscou. Il a remporté la médaille d'or du 50 kilomètres marche aux Jeux olympiques d'été de 1992 à Barcelone. Il a également remporté les championnats d'Europe de 1990 à Split ainsi que des médailles d'argent aux championnats du monde 1991 et à la coupe du monde en 1985 et 1989.
Lors des championnats du monde de Tokyo en 1991, Andrey Perlov et son compatriote Aliaksandr Patashou franchissent ensemble la ligne d'arrivée en se tenant par l'épaule. Les officiels désigneront à l'aide de la photo-finish Potaschov vainqueur de la course avec un centième de seconde d'avance sur son concurrent.